# 迪娜·博魯阿爾特
迪娜·埃西莉亚·博魯阿爾特·塞加拉（1962年5月31日—）是秘鲁律師和政治家，現任秘鲁總統，亦是秘魯首位女性總統。曾任利馬Apurímac Club主席、2007年擔任秘魯全國身份與公民地位註冊處律師和辦公室主任 。

## 生平
博魯阿特自2021年起擔任秘魯副總統，2022年1月23日被自由秘魯开除党籍，同年12月7日時任秘魯總統佩德羅·卡斯蒂略試圖解散國會而遭國會彈劾下台，博魯阿特宣誓繼任總統。不過她在上任後因為諸多爭議引發民怨，支持率只剩約2%，後來又提高總統薪資，引發更大的爭議。

## 外部連結
- . Voto Informado.   [2021-06-23]. （原始内容存档于2022-03-11） （西班牙语）.

| 官衔                     | 官衔                      | 官衔 |
| ------------------------ | ------------------------- | ---- |
| 前任者： 馬丁·畢斯卡拉   | 秘魯副總統 2021年－2022年 | 空缺 |
| 前任者： 佩德罗·卡斯蒂略 | 秘鲁总统 2022年至今       | 現任 |